# Alt-Katholische Kirche in Deutschland
| Katholisches Bistum der Alt-Katholiken | Katholisches Bistum der Alt-Katholiken |
| -------------------------------------- | -------------------------------------- |
| Karte                                  |                                        |
| Basisdaten                             |                                        |
| Fläche:                                | 357 587,77 km²                         |
| Mitgliedschaft:                        | Utrechter Union                        |
| Bischof:                               | Matthias Ring                          |
| Generalvikarin:                        | Anja Goller                            |
| Priester:                              | 109                                    |
| Diakone:                               | 13                                     |
| Dekanate:                              | 7                                      |
| Pfarrgemeinden:                        | 60                                     |
| Pfarrämter:                            | 42                                     |
| Mitglieder:                            | 15.688 (31. Dezember 2023)             |
| Mitglieder (Vorjahr):                  | 15.396 (31. Dezember 2022)             |
| Offizielle Website:                    | www.alt-katholisch.de                  |

Die Alt-Katholische Kirche in Deutschland (amtlicher Name Katholisches Bistum der Alt-Katholiken in Deutschland) ist eine selbstständige katholische Kirche innerhalb der Utrechter Union der Altkatholischen Kirchen und ist Mitglied der Arbeitsgemeinschaft Christlicher Kirchen in Deutschland.

## Rechtsstatus
In Deutschland ist die alt-katholische Kirche eine Körperschaft des öffentlichen Rechts (siehe auch Parafiskus) und ist (mit Ausnahme einiger nord- und ostdeutscher Länder) kirchensteuereinzugsberechtigt (Konfessionsmerkmal: „ak“; Kennzahl „63“).

## Struktur und Verwaltung
Die Alt-Katholische Kirche in Deutschland versteht sich als autonome Ortskirche. Der Bischof leitet die Kirche, ihm gehört die Verantwortung im Besonderen in theologischen Fragen und für die Einheit der Kirche. Gleichzeitig ist er Dienstgeber, auch im arbeitsrechtlichen Sinn, für die Priester. Das höchste Organ der Kirche ist aber die (Bistums-)Synode, die in allen anderen Bereichen die letzte Entscheidung trifft. Auf der Synode sind der Bischof und die Synodalvertretung, alle Pfarrer sowie etwa doppelt so viele von den Gemeinden gewählte Synodale stimmberechtigte Mitglieder. Stellvertreterin des Bischofs außer in theologischen Angelegenheiten ist die Generalvikarin.
Die Alt-Katholische Kirche hat etwa 60 Pfarrgemeinden, die in sieben Dekanaten gruppiert sind. Zusätzlich gibt es in fünf Bundesländern Landessynoden bzw. einen Gemeindeverband.

### Bischöfe
Im Gegensatz zur römisch-katholischen existiert in der alt-katholischen Kirche Deutschlands nur ein Bistum. Dessen Bischof ist somit deren höchster Repräsentant.
Bischöfe seit der Gründung:
1. Joseph Hubert Reinkens 1873–1896
2. Theodor Weber 1896–1906
3. Josef Demmel 1906–1913
4. Georg Moog 1913–1934
5. Erwin Kreuzer 1934–1953
6. Johann Josef Demmel 1953–1966
7. Josef Brinkhues 1966–1986
8. Sigisbert Kraft 1985–1995
9. Joachim Vobbe 1995–2010
10. Matthias Ring seit 2010

Die Generalvikarin des Bistums ist seit 2020 Anja Goller.

## Verbreitung
Die älteste Gemeinde im heutigen Deutschland besteht auf der nordfriesischen Halbinsel Nordstrand. Ihre Ursprünge liegen im Jahr 1654. Sie wurde durch die den Deichbau finanzierenden und damit beschäftigten niederländische Jansenisten aus dem Erzbistum Utrecht gegründet.
Alt-katholische Gemeinden finden sich in stärkerer Konzentration in Nordrhein-Westfalen und in Baden-Württemberg. Die südbadischen Gemeinden liegen in Nachbarschaft zu den christkatholischen Gemeinden der Schweiz, mit denen sie die ehemalige Zugehörigkeit zu dem reformfreundlichen, aber 1821 aufgehobenen Bistum Konstanz teilen. In Bayern sind alt-katholische Gemeinden vor allem um Ansiedlungszentren der Deutschböhmen und Deutschmährer nach dem Zweiten Weltkrieg konzentriert. Auch über Rheinland-Pfalz, das Saarland und Hessen finden sich nahezu gleichmäßig verteilt alt-katholische Gemeinden. In den traditionell evangelischen Gebieten Nord- und Ostdeutschlands erstrecken sich hingegen die Gemeindegrenzen über weite Diasporagebiete.
Seinen Dienstsitz (Ordinariat) hat der alt-katholische Bischof in Bonn, dort befindet sich ebenfalls das bischöfliche Konvikt Johanneum und an der Universität Bonn das Alt-Katholische Seminar mit einem Lehrstuhl für Theologie. Bischof ist seit dem 20. März 2010 Matthias Ring. Kathedralkirche ist die Namen-Jesu-Kirche, die nach einer Renovierung am 2. Juni 2012 zur weiteren Nutzung der alt-katholischen Kirche übergeben wurde.

### Verbreitung nach Bundesländern

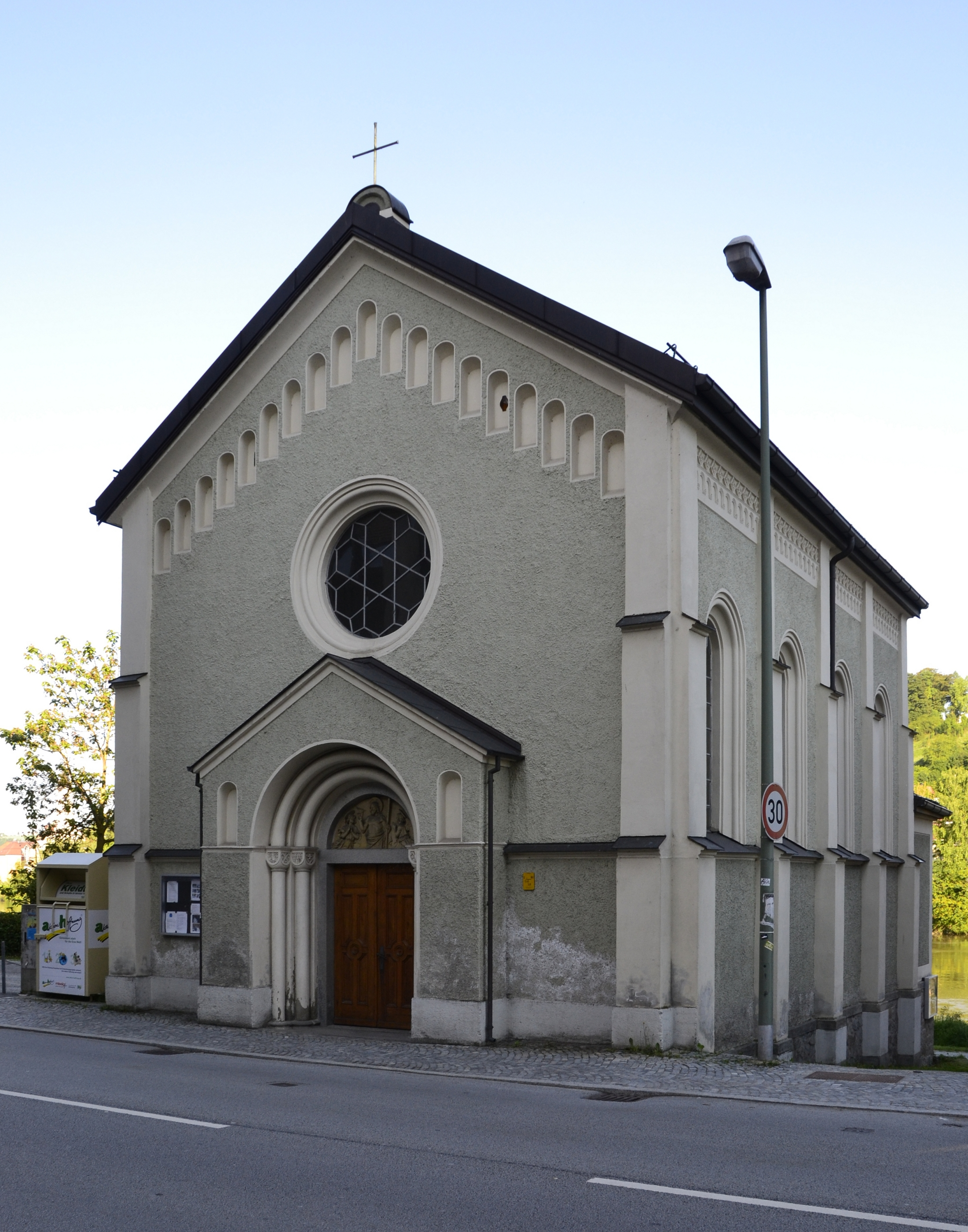
Die altkatholische Auferstehungskirche in Passau

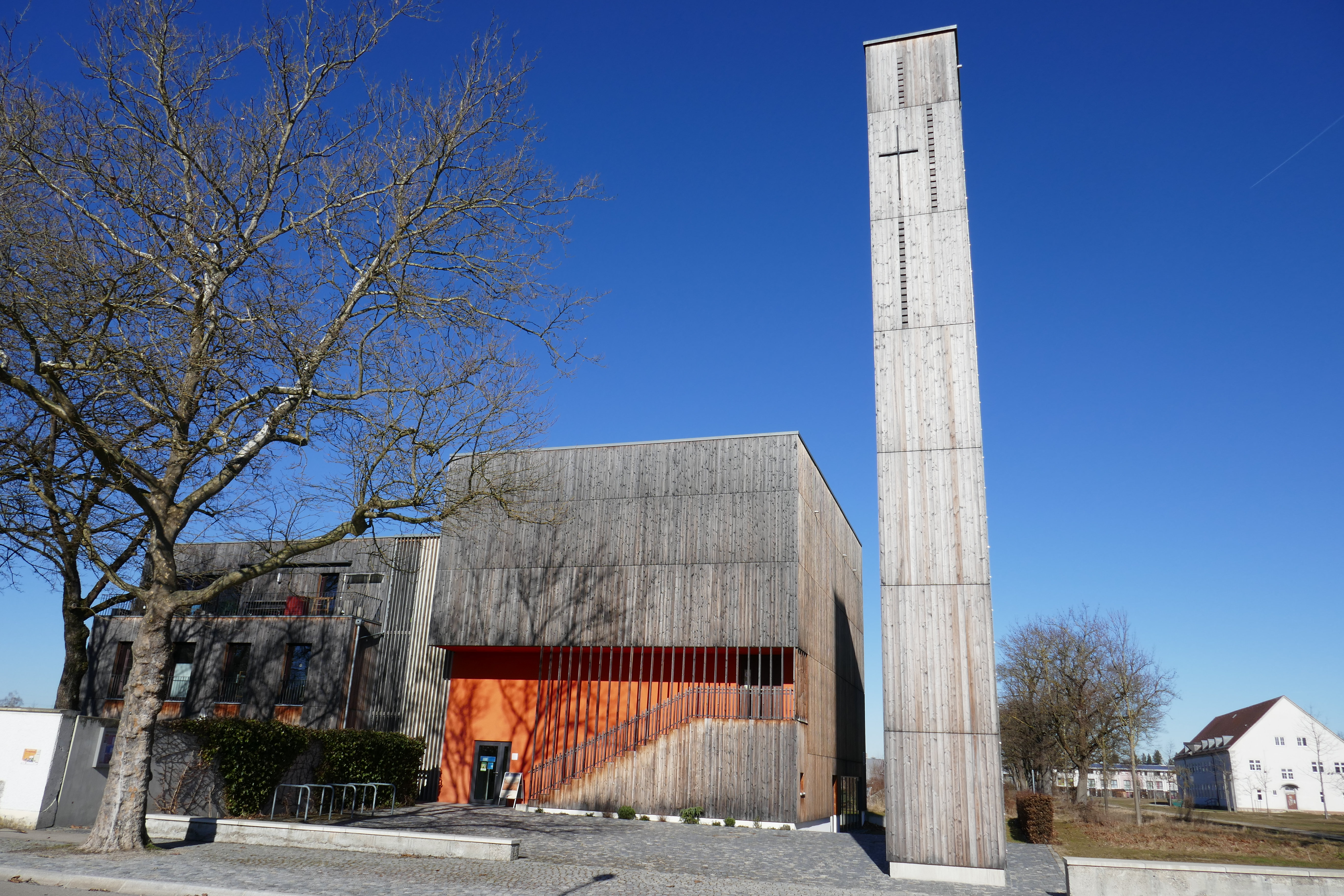
Apostelin-Junia-Kirche in Augsburg

| Bundesland                                        | Staatskirchen- rechtlich errichtete Pfarrgemeinden | Pfarrämter | Weitere Gottesdienst- orte | Priester | Priesterinnen | Diakone | Diakoninnen | davon ehrenamtlich tätige Geistliche | davon in Rente befindliche Geistliche |
| ------------------------------------------------- | -------------------------------------------------- | ---------- | -------------------------- | -------- | ------------- | ------- | ----------- | ------------------------------------ | ------------------------------------- |
| Baden-Württemberg                                 | 20                                                 | 13         | 20                         | 24       | 1             | 2       | 0           | 09                                   | 5                                     |
| Bayern                                            | 12                                                 | 08         | 19                         | 19       | 4             | 2       | 0           | 12                                   | 4                                     |
| Berlin mit Brandenburg und Mecklenburg-Vorpommern | 01                                                 | 01         | 02                         | 2        | 2             | 1       | 0           | 2                                    | 1                                     |
| Bremen                                            | 01                                                 | 0          | 0                          | 0        | 1             | 0       | 0           | 01                                   | 0                                     |
| Hamburg                                           | 01                                                 | 1          | 1                          | 1        | 0             | 0       | 0           | 0                                    | 0                                     |
| Hessen                                            | 04                                                 | 04         | 05                         | 8        | 0             | 1       | 0           | 01                                   | 4                                     |
| Niedersachsen                                     | 02                                                 | 02         | 02                         | 03       | 0             | 1       | 0           | 01                                   | 1                                     |
| Nordrhein-Westfalen                               | 09                                                 | 08         | 09                         | 25       | 1             | 3       | 1           | 18                                   | 4                                     |
| Rheinland-Pfalz                                   | 04                                                 | 01         | 03                         | 05       | 1             | 1       | 0           | 04                                   | 2                                     |
| Saarland                                          | 01                                                 | 01         | 0                          | 02       | 0             | 1       | 0           | 02                                   | 0                                     |
| Sachsen                                           | 01                                                 | 01         | 03                         | 04       | 0             | 0       | 0           | 03                                   | 0                                     |
| Sachsen-Anhalt                                    | 02                                                 | 02         | 02                         | 01       | 0             | 0       | 0           | 01                                   | 0                                     |
| Schleswig-Holstein                                | 01                                                 | 01         | 0                          | 02       | 0             | 0       | 0           | 0                                    | 1                                     |
| Thüringen                                         | 01                                                 | 0          | 02                         | 0        | 0             | 0       | 0           | 0                                    | 0                                     |
| direkt dem Bischof zugeordnet                     |                                                    |            |                            | 02       | 1             | 0       | 0           | 02                                   | 0                                     |
| Gesamt                                            | 60                                                 | 43         | 68                         | 980      | 110           | 120     | 1           | 56                                   | 22                                    |

### Liste der Gemeinden
(alphabetisch) 
Alt-katholische Gemeinden haben in der Regel einige hundert Mitglieder:
- Aachen: 122 (Stand: 31. Dezember 2022)
- Aschaffenburg: 108 (Stand: 31. Dezember 2022)
- Augsburg: 329 (Stand: 31. Dezember 2022)
- Baden-Baden: 304 (Stand: 31. Dezember 2022)
- Bad Säckingen (Hochrhein-Wiesental): 232 (Stand: 31. Dezember 2022)
- Berlin: 890 (Stand: 31. Dezember 2022)
- Blumberg (mit Stühlingen und Schwaningen): 348 (Stand: 31. Dezember 2022)
- Bonn: 675 (Stand: 31. Dezember 2022)
- Bottrop: 266 (Stand: 31. Dezember 2022)
- Bremen: 60 (Stand: 31. Dezember 2022)
- Coburg: 40 (Stand: 31. Dezember 2022)
- Dettighofen: 148 (Stand: 31. Dezember 2022)
- Dittelsheim-Heßloch: 23 (Stand: 31. Dezember 2022)
- Dortmund: 276 (Stand: 31. Dezember 2022)
- Dresden (Pfarrei Sachsen und Ost-Thüringen): 188 (Stand: 31. Dezember 2022)
- Düsseldorf: 226 (Stand: 31. Dezember 2022)
- Essen: 233 (Stand: 31. Dezember 2022)
- Frankfurt am Main: 370 (Stand: 31. Dezember 2022)
- Freiburg im Breisgau: 259 (Stand: 31. Dezember 2022)
- Furtwangen: 205 (Stand: 31. Dezember 2022)
- Gütenbach: 53 (Stand: 31. Dezember 2022)
- Halle: 13 (Stand: 31. Dezember 2022)
- Hamburg (mit dem südlichen Schleswig-Holstein und Nord-Niedersachsen): 379 (Stand: 31. Dezember 2022)
- Hannover (mit Süd-Niedersachsen): 680 (Stand: 31. Dezember 2022)
- Heidelberg: 264 (Stand: 31. Dezember 2022)
- Hohentengen: 41 (Stand: 31. Dezember 2022)
- Karlsruhe: 600 (Stand: 31. Dezember 2022)
- Kassel (mit West-Thüringen): 202 (Stand: 31. Dezember 2022)
- Kaiserslautern (zu Saarbrücken): 72 (Stand: 31. Dezember 2022)
- Kaufbeuren-Neugablonz: 283 (Stand: 31. Dezember 2022)
- Kempten (Allgäu): 247 (Stand: 31. Dezember 2022)
- Koblenz: 403 (Stand: 31. Dezember 2022)
- Köln: 603 (Stand: 31. Dezember 2022)
- Kommingen: 266 (Stand: 31. Dezember 2022)
- Konstanz: 252 (Stand: 31. Dezember 2022)
- Krefeld: 381 (Stand: 31. Dezember 2022)
- Landau in der Pfalz: 75 (Stand: 13. August 2022)
- Lottstetten: 50 (Stand: 31. Dezember 2022)
- Ludwigshafen: 133 (Stand: 31. Dezember 2022)
- Mannheim: 401 (Stand: 31. Dezember 2022)
- München: 743 (Stand: 31. Dezember 2022)
- Münster: 279 (Stand: 31. Dezember 2022)
- Nordstrand (fast ganz Schleswig-Holstein): 363 (Stand: 31. Dezember 2022)
- Nürnberg: 238 (Stand: 31. Dezember 2022)
- Offenbach am Main: 321 (Stand: 31. Dezember 2022)
- Offenburg: 129 (Stand: 31. Dezember 2022)
- Passau: 79 (Stand: 31. Dezember 2022)
- Quedlinburg: 31 (Stand: 31. Dezember 2022)
- Regensburg: 232 (Stand: 31. Dezember 2022)
- Rosenheim: 362 (Stand: 31. Dezember 2022)
- Saarbrücken (mit Saarland): 203 (Stand: 31. Dezember 2022)
- Sauldorf: 81 (Stand: 31. Dezember 2022)
- Singen: 244 (Stand: 31. Dezember 2022)
- Stuttgart: 661 (Stand: 31. Dezember 2022)
- Weidenberg (mit Neustadt/Orla): 135 (Stand: 31. Dezember 2022)
- Wiesbaden (mit Mainz): 246 (Stand: 31. Dezember 2022)
- Wilhelmshaven (mit West-Niedersachsen): 284 (Stand: 31. Dezember 2022)
- Würzburg (mit Unterfranken): 74 (Stand: 31. Dezember 2022)

Zum 31. Dezember 2022 betrug die Gesamtmitgliederzahl 15.396.

## Geschichte

### Nach dem Ersten Vatikanischen Konzil (1870)
Wie in anderen Ländern konnten auch in Deutschland viele Katholiken den Beschlüssen des Ersten Vatikanischen Konzils innerlich nicht zustimmen. Die wesentlichen Konfliktpunkte waren die vom Konzil formulierten Dogmen von der Unfehlbarkeit sowie dem Jurisdiktionsprimat des Papstes. 13 Professoren der Theologie kamen am 25. August 1870 in Nürnberg zusammen. Sie diskutierten in den beiden Folgetagen die „Nürnberger Erklärung katholischer Gelehrter gegen die Beschlüsse des Vaticanums“, die maßgeblich von Ignaz von Döllinger, Johann Friedrich von Schulte, Franz Heinrich Reusch und Joseph Hubert Reinkens verfasst und anschließend von 32 weiteren Professoren unterzeichnet wurde.
Diejenigen katholischen Christen, welche die Beschlüsse des Ersten Vatikanischen Konzils nicht annahmen, verfielen der Exkommunikation. Sie schlossen sich in der Folge zu Gemeinden und schließlich zu Ortskirchen (Bistümern) zusammen und wählten auf Kongressen (Synoden) eigene Bischöfe, die von Bischöfen der Alt-Katholischen Kirche der Niederlande konsekriert wurden. Wegweisend für die Kirchenbildung waren die Kongresse in München im September 1871, als Johann Friedrich von Schulte die Gründung von Gemeinden und die Wahl eigener Bischöfen anregte, und in Köln im September 1872.
Die Utrechter Erklärung von 1889 ist das Gründungsdokument der Utrechter Union der Altkatholischen Kirchen. Als Präsident der Internationalen Bischofskonferenz hat der Erzbischof von Utrecht zugleich den Ehrenprimat unter den altkatholischen Bischöfen inne.

### Während des Dritten Reiches (1933–1945)
Nicht wenige damals lebende Alt-Katholiken sahen in der Machtergreifung der NSDAP eine Chance für ihre Kirche zur Profilierung und Mitgliedergewinnung. Auch Forderungen nach einer Umgestaltung des Glaubens im Sinne eines „völkischen Christentums“ wurden vereinzelt artikuliert (beispielsweise die Abschaffung des Alten Testaments). Diese Bemühungen fanden in der Katholisch-Nationalkirchlichen Bewegung (KNB) ihren organisatorischen Ausdruck, führten aber nicht zu den gewünschten Revisionen. Erfolge konnte die KNB vor allem unter der Arbeiterschaft in den Zentren der Kohleförderung und der Schwerindustrie verbuchen (Ruhrgebiet, Oberschlesien).
Die wissenschaftliche Aufarbeitung der Geschichte der alt-katholischen Kirche in Deutschland während der nationalsozialistischen Diktatur ist erst Anfang des 21. Jahrhunderts zu einem ersten Abschluss gekommen (s. Dissertation von Matthias Ring, 2008 erschienen).

### Bis zur deutschen Wiedervereinigung (1945–1990)
Auf das von Adolf Thürlings verantwortete Altarbuch von 1888 folgte 1959 ein neues Altarbuch zur Feier der heiligen Eucharistie, herausgegeben von Dozent Kurt Pursch und der Liturgischen Kommission. Die Lesungen aus der Hl. Schrift wurden auf vier Jahresreihen erweitert und die Zahl der Präfationen auf 19 erhöht. Insbesondere ist die Intinktion, also das Eintauchen der konsekrierten Hostie in den Kelch, wieder allgemein gestattet worden. Beide Altarbücher verwendeten bereits damals die deutsche Sprache anstatt der lateinischen Liturgiesprache.
Am Zweiten Vatikanischen Konzil war, aufgrund der offiziellen Einladung durch Rom, eine Beobachterdelegation der Utrechter Union der Altkatholischen Kirchen akkreditiert, darunter der deutsche alt-katholische Theologe Werner Küppers. In der zweiten Hälfte der 1960er Jahre konstituierte sich eine römisch-katholisch/alt-katholische Dialogkommission. Von Julius Kardinal Döpfner entsandte Mitglieder waren die Theologen Peter Bläser, Heinrich Fries, Abt Laurentius Klein und Erwin Iserloh, der alt-katholische Bischof Josef Brinkhues nominierte Werner Küppers, Fritz Herrmann und Ernst Hammerschmidt in diese ökumenische Kommission.
Im September 1973 griff die Deutsche Bischofskonferenz in Fulda auch die Ergebnisse dieses Dialogs auf und formulierte eine Vereinbarung über eine bedingte und begrenzte Gottesdienstgemeinschaft zwischen der katholischen und der alt-katholischen Kirche, diese umfasste folgende Punkte: 1. Gegenseitige Anerkennung der Taufe, 2. Gegenseitige Zulassung zu Eucharistie, Buße und Krankensalbung, 3. Gültigkeit von Mischehen, 4. Wechselseitige Hilfe in der Krankenhausseelsorge und bei Beerdigungen, 5. Regelungen für den Kirchenübertritt eines Geistlichen und 6. Schaffung einer Kommission für Schlichtungsfälle bei der Durchführung dieser Vereinbarung. Von Rom aus erfolgte jedoch keine Ratifizierung, sondern es wurden weitere Auflagen gefordert. Auch nachdem 1974/75 die Vereinbarung um weitere römische Bedingungen ergänzt wurde, promulgierte der Vatikan das Abkommen trotzdem nicht.
Auch die in diesen Jahren tagende Würzburger Synode hatte sich unter Punkt 5.4.1. „Ostkirchen und altkatholische Kirche“ positiv zu einem solchen römisch-katholisch/alt-katholischen Abkommen geäußert.
Als Ergänzung zum Eucharistiebuch erschien 1979 eine Sammlung von Eucharistiegebeten und 1983 eine überarbeitete Ordnung für die Eucharistiefeier. Diese Teilrevision der Liturgie stand unter der Leitung von Bischof Sigisbert Kraft, der gleichzeitig Dozent für Liturgiewissenschaft war.
Eine vom Rat der Evangelischen Kirche in Deutschland und dem Katholischen Bistum der Alt-Katholiken gebildete Gesprächskommission erarbeitete in den 1980er Jahren eine Vereinbarung über eine gegenseitige Einladung zur Teilnahme an der Feier der Eucharistie, welche schließlich am 29. März 1985 unterzeichnet wurde. Die Vereinbarung umfasst 6 Punkte, im letzten Punkt findet sich die eigentliche Einladung, wo festgestellt wird, dass im Eucharistiegebet der Einsetzungsbericht mit dem Dank an den Vater, der Anamnese und der Epiklese verbunden ist; die Eucharistiefeier nur von Ordinierten geleitet wird; ein angemessener Umgang mit den übriggebliebenen Gaben geboten ist und schließlich, dass die Glieder der beteiligten Kirchen gegenseitig zur Teilnahme an der Eucharistie eingeladen sind.
Von Seiten der Internationalen Altkatholischen Bischofskonferenz war es seit 1982 möglich, eine Frau in das Diakonat zu weihen, in Deutschland geschah dies erstmals 1988.

### Ende des 20. Jahrhunderts (1991–1999)
Im Jahr 1995 hat die Liturgische Kommission und Bischof Joachim Vobbe die erste Ausgabe vom Eucharistiebuch Die Feier der Eucharistie im Katholischen Bistum der Alt-Katholiken in Deutschland herausgegeben. Das Eucharistiebuch enthält unter anderem eine erweiterte Auswahl von Eucharistiegebeten, weiters wurde eine Abstimmung auf die Schrifttexte der Sonn- und Feiertage durchgeführt. Der Lesezyklus der Hl. Schrift orientiert sich an einem dreijährigen Rhythmus, mit Ausnahme einiger Hochfeste und einiger besonders geprägter Sonntage.
Bischof Vobbe weihte an Pfingsten 1996 in Konstanz die Theologinnen Angela Berlis und Regina Pickel-Bossau zu den ersten Priesterinnen im deutschen Bistum. Im zu diesem Anlass verfassten Hirtenbrief gab er der Überzeugung Ausdruck, dass „der katholische Glaube durch die Weihe von Priesterinnen in seinem Kern weder berührt noch verändert wird“.
Karl Kardinal Lehmann und Bischof Vobbe unterzeichneten 1999 eine Vereinbarung, in der zwischen der Deutschen Katholischen Bischofskonferenz und der Alt-Katholischen Kirche das Procedere festgelegt wird, falls ein Geistlicher von einer Kirche zur anderen übertritt.

### Beginn des 21. Jahrhunderts (2000–2010)

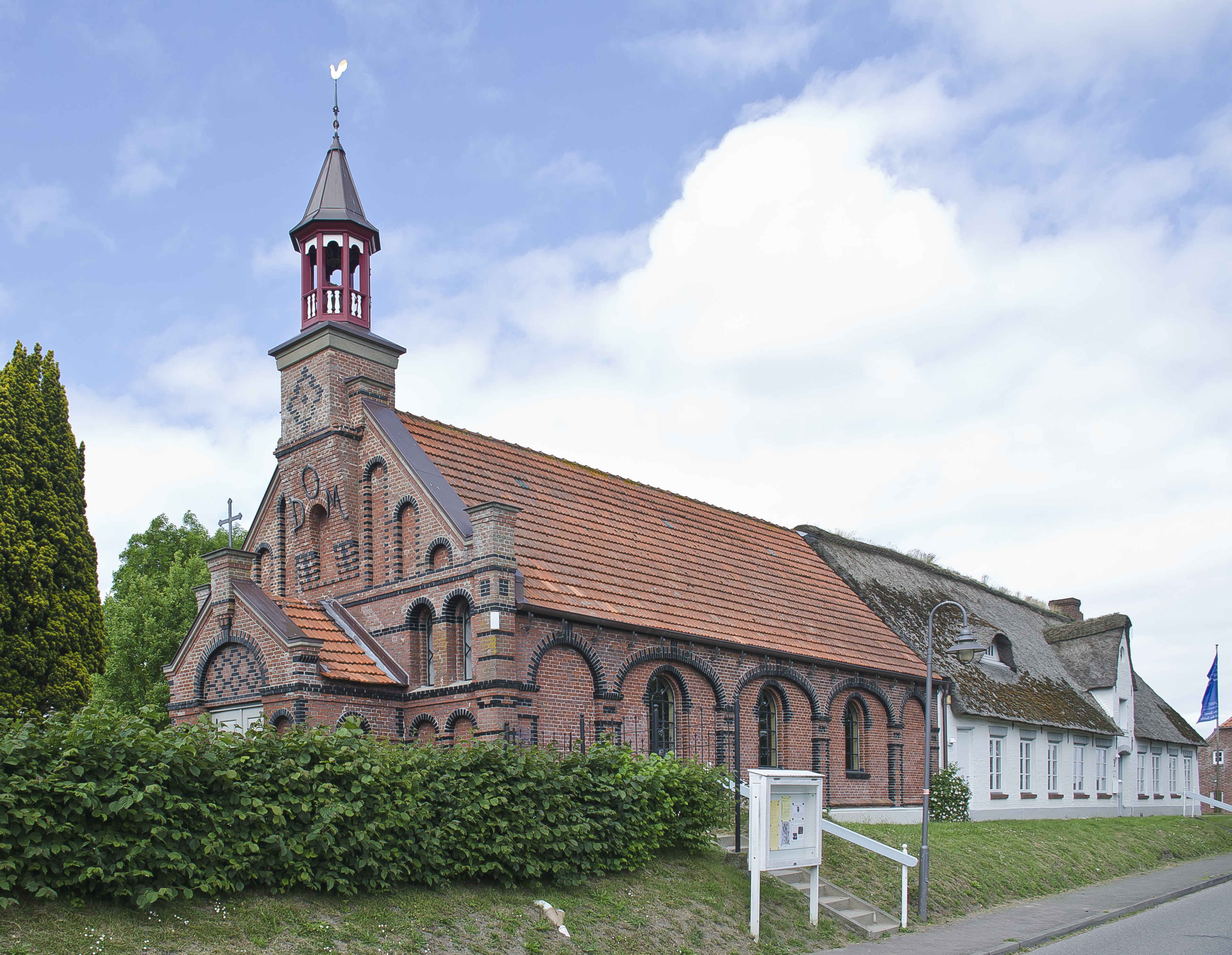
Theresiendom, Nordstrand

In der 2004 konstituierten Internationalen Römisch-Katholisch – Altkatholischen Dialogkommission sind Theologen beider Kirchen und aus verschiedenen Ländern vertreten, als Vertreter aus Deutschland traten unter anderem der Erzbischof von Paderborn Hans-Josef Becker (seit 2012) und der Bischof von Würzburg Paul-Werner Scheele (bis 2009) beziehungsweise der alt-katholische Bischof Matthias Ring (seit 2012) und der Bonner Professor Günter Eßer in Erscheinung.
Ebenfalls 2004 wurde auf Nordstrand das 350-jährige Bestehen der alt-katholischen Pfarrgemeinde mit ihrer Kirche St. Theresia gefeiert. Die 1654 gegründete Pfarre war damals Teil des Erzbistums Utrecht und vollzog daher die um 1723/25 vollzogene Trennung von Rom mit, 1920 erfolgte schließlich die Umgemeindung in das deutsche alt-katholische Bistum.
Im Jahr 2006 erschien die dritte Ausgabe des Eucharistiebuches, im Vergleich zur ersten Ausgabe von 1995 wurden insbesondere die Rubriken neu gestaltet.
Die Magdeburger Erklärung über die wechselseitige Anerkennung der Taufe zwischen elf Kirchen wurde am 29. April 2007 auch von der alt-katholischen Kirche unterzeichnet.

### Seit 2011
Seit 2011 ist die Namen-Jesu-Kirche in Bonn die Kathedralkirche des alt-katholischen Bistums. Ebenfalls 2011 wurde anlässlich des 80. Jubiläums der Unterzeichnung des Bonn Agreement, mit dem die anglikanisch-altkatholische Sakramentsgemeinschaft vereinbart wurde, in Deutschland eine Internationale anglikanisch-alt-katholische Theologenkonferenz abgehalten.
Die zum Pfingstfest 2012 veröffentlichte Hände-Reichung. Evangelische und alt-katholische Gemeinden ökumenisch unterwegs will, gemäß dem vom Leitenden Bischof der VELKD Gerhard Ulrich und dem alt-katholischen Bischof Matthias Ring verfassten Vorwort, eine pastorale Arbeitshilfe sein, die von der seit 2004 bestehenden ständigen evangelisch/alt-katholischen Dialogkommission angeregt wurde. Ausdrücklich weist das Papier darauf hin, dass auf Grund unterschiedlicher Vorstellungen von Kirchenstruktur und historischem Bischofsamt in apostolischer Tradition eine klare Grenze für den Dialog besteht. Dennoch werden einige Möglichkeiten aufgezeigt, die bestehende Gemeinschaft zu vertiefen.
Auf einem ökumenischen Treffen im Februar 2014, an dem auch der Vorsitzende der Ökumenekommission der DBK, der Bischof von Magdeburg Gerhard Feige teilnahm, wurde unter anderem die mittlerweile 15-jährige Geschichte der Vereinbarung über die Übernahme von Geistlichen zwischen der Deutschen Bischofskonferenz und dem Katholischen Bistum der Alt-Katholiken thematisiert. In einigen Punkten dieser römisch-katholisch/alt-katholischen Vereinbarung ist die Erarbeitung von Präzisierungen angedacht.
Unter Beteiligung des deutschen alt-katholischen Bischofs wurde die Internationale Altkatholische Bischofskonferenz im Oktober 2014 von Papst Franziskus im Vatikan in Privataudienz empfangen. In der päpstlichen Ansprache wurde die Arbeit der Internationalen Römisch-Katholisch - Altkatholischen Dialogkommission (IRAD) und deren Kommissionsbericht Kirche und Kirchengemeinschaft gewürdigt.
Der Bericht Kirche und Kirchengemeinschaft ist in Dokumente wachsender Übereinstimmung erschienen und stellt in 89 Absätzen die bisherige Arbeit der bilateralen Kommission dar. Unterschiede zwischen den beiden Kirchen finden sich etwa darin, dass die altkatholische Kirche auch verheiratete Priester und Priesterinnen kennt und Geschiedene weiterhin zu den Sakramenten zulässt. In der Dogmatik gibt es ebenfalls einige unterschiedliche Auffassungen. Eine Übereinstimmung konnte bei der Siebenzahl der Sakramente und der Wertschätzung der apostolischen Sukzession vermerkt werden. Über die im Bericht noch nicht behandelten ökumenischen Fragen werden in dieser internationalen Dialogkommission, auch unter Mitarbeit deutscher Theologen, weitere Gespräche geführt.
Der Internationale Anglikanisch/Alt-Katholische Koordinierende Rat (AOCICC) tagte im Juli 2017 wieder in der Stadt Königswinter (NRW). Der Rat koordiniert die Aktivitäten der Anglikanischen Kirchen und der Alt-Katholischen Kirchen.

## Geistliche Gemeinschaften

### Franziskaner
Von Anfang der 1990er Jahre bis Ende 2008 wurde die in Zehdenick (nahe Berlin) ansässige „Franziskushof-Gemeinschaft“ von der Berliner alt-katholischen Gemeinde seelsorgerlich mitbetreut. Der Leiter der damaligen Einrichtung war bis zum 4. März 2009 als Diakon in das alt-katholische Bistum inkardiniert. Zu dem auf dem Gelände entstehenden neuen Kloster existieren keine offiziellen Kontakte.

### Zisterzienser
Die „Ökumenische Zisterzienser-Abtei St. Severin“ (Orden von Port Royal) in bzw. bei Kaufbeuren unterstand zwischen September 2004 und Oktober 2010 der Jurisdiktion des Katholischen Bischofs der Alt-Katholiken in Deutschland.

### Andere
Seit Dezember 2012 gibt es eine Kommunität in München, die sechs Mitglieder hat. Noch hat diese Kommunität keinen offiziellen Status, ist also noch nicht vom Bistum als monastische Gemeinschaft anerkannt. Die Mitglieder engagieren sich im Gemeindeleben vor Ort und in verschiedenen sozialen Bereichen. Das Einkommen wird durch Lohnarbeit erarbeitet. Die Kommunität nennt sich Communitas in Via und hat sich die Benediktsregel (Regula Benedicti) als Richtlinie gewählt.

## Einrichtungen und Hilfswerke
- Alt-Katholische Diakonie in Deutschland e. V.[38]
- Alt-Katholisches Freizeitenwerk e. V.
- Alt-Katholischer Kindergarten St. Cyprian (Bonn)[39]
- Bischof-Reinkens-Stiftung[40]
- Bund Alt-Katholischer Frauen Deutschlands (baf)[41]
- Bund Alt-Katholischer Jugend (baj)[42]
- Deutsche Willibrord-Gesellschaft. Anglikanisch/Alt-Katholischer Freundeskreis e. V.
- Missions- und Entwicklungsprojekte in Zusammenarbeit mit anglikanischen Kirchen
- Solidaritätsfonds des Katholischen Bistums der Alt-Katholiken in Deutschland
- Stiftung Namen-Jesu-Kirche
- Verein zur Förderung von Jugendlichen mit besonderen sozialen Schwierigkeiten e. V. (Stuttgart)[43]

## Veröffentlichungen

### Liturgische Bücher
- Die Feier der Eucharistie im Katholischen Bistum der Alt-Katholiken. Für den gottesdienstlichen Gebrauch erarbeitet durch die Liturgische Kommission und herausgegeben durch Bischof und Synodalvertretung, Alt-Katholischer Bistumsverlag, Bonn 2006, ISBN 3-934610-30-7.
- Die Feier der Bestattung im Katholischen Bistum der Alt-Katholiken. Für den gottesdienstlichen Gebrauch erarbeitet durch die Liturgische Kommission und herausgegeben durch Bischof und Synodalvertretung, Alt-Katholischer Bistumsverlag, Bonn 2011, ISBN 978-3-934610-50-7.
- Eingestimmt. Gesangbuch des Katholischen Bistums der Alt-Katholiken in Deutschland. Alt-Katholischer Bistumsverlag, Bonn 2003, ISBN 3-934610-21-8.
- Gottzeit. Gebetbuch des Katholischen Bistums der Alt-Katholiken in Deutschland. Alt-Katholischer Bistumsverlag, Bonn 2008, ISBN 978-3-934610-85-9.
- Die Feier der Partnerschaftssegnung. Für den gottesdienstlichen Gebrauch erarbeitet durch die Liturgische Kommission und herausgegeben durch Bischof und Synodalvertretung, Alt-Katholischer Bistumsverlag, Bonn 2014, ISBN 978-3-934610-91-0
- Lektionar. Eigentexte für das Katholische Bistum der Alt-Katholiken in Deutschland. Lesejahre A, B und C. Für den gottesdienstlichen Gebrauch erarbeitet durch die Liturgische Kommission und herausgegeben durch Bischof und Synodalvertretung, Alt-Katholischer Bistumsverlag, Bonn 2013, ISBN 978-3-934610-68-2

### Kirchenzeitung
- Christen heute – Zeitung der Alt-Katholiken für Christen heute. Hrsg.: Katholisches Bistum der Alt-Katholiken in Deutschland, ISSN 0930-5718, erscheint monatlich. Christen heute online.